# Abcès
 Mise en garde médicale
Un abcès est une accumulation locale de pus après nécrose dans une cavité néoformée. Un abcès superficiel peut présenter des symptômes comme rougeurs, douleurs et chaleurs (composantes de l'inflammation), c'est alors un abcès chaud. Plus rarement, il se forme lentement sans réaction inflammatoire, c'est alors un abcès froid (tuberculose, mycose…).

## Physiopathologie
L'abcès est une complication locale d'une réaction inflammatoire d'origine infectieuse, ou physico-chimique.
Il est provoqué par des agents pathogènes, dits pyogènes (producteurs de pus), introduits le plus souvent par inoculation, comme des bactéries (staphylocoques, streptocoques, pneumocoques…), des parasites, des virus facilitant une surinfection bactérienne, des corps étrangers, des corps chimiques (caustiques), etc.
L'abcès se constitue en deux phases :
- Une phase inflammatoire marquée par d'importants phénomènes vasculaires (vaso-dilatation et afflux de sang) et exsudatifs (passage de liquides, substances et cellules à travers la paroi des vaisseaux), comme la congestion, l'œdème, la diapédèse. Cette phase représente une première réaction de défense, si elle réussit la réaction inflammatoire s'arrête. Sinon elle évolue vers la deuxième phase :
- Une phase de collection où le pus se forme, d'abord diffus, puis collecté dans une poche inflammatoire bien limitée. La suppuration centrale est formée de cellules détruites (polynucléaires, débris tissulaires), de liquéfactions diverses, et de bactéries. Le pus ainsi formé est un liquide louche et épais, le plus souvent crémeux, mais pouvant être de couleur ou d'odeur plus caractéristique selon le germe causal.

Les parois de cette poche de collection sont constituées de deux zones intriquées. La partie interne comporte des phénomènes vasculaires de congestion, d'œdème, de diapédèse. La partie externe correspond aux phénomènes de réparation tissulaire et cicatrisation (avec apparition de macrophages, néoangiogénèse et prolifération fibroblastique).
Le pus ainsi collecté doit  s'évacuer. Cela peut se faire spontanément, par ouverture de l'abcès à la peau, c'est la fistulation ou création d'une fistule. Cette ouverture peut se faire dans d'autres cavités ou espaces naturels du corps, la collection purulente prenant alors le nom de phlegmon ou d'empyème, selon les endroits. Cette évacuation peut être provoquée (quand l'abcès s'y prête) dans un but thérapeutique, par incision et drainage.

## Localisations et diagnostics
Les localisations les plus fréquentes sont la peau, le tissu sous-cutané, et l'appareil dentaire. En général, les abcès chauds sont faciles à voir et à diagnostiquer (signes inflammatoires classiques : tuméfaction rouge, chaude, douloureuse, avec fluctuation à maturité).
Tous les tissus ou organes, superficiels ou profonds, y compris les os, peuvent être touchés par des abcès. Ces derniers peuvent se manifester, ou pas, par un syndrome infectieux et/ou une souffrance d'organe, ce qui rend leur diagnostic exact plus difficile.

## Complications
L'abcès peut se transformer en phlegmon. Le foyer phlegmoneux atteint est large, en restant collecté ou limité, et prolongé par une lymphangite. Dans ce cas on doit faire le drainage et antibiothérapie.
Une diffusion rapide, non limitée, dans les espaces celluleux, réalise une cellulite infectieuse, affection pouvant être très grave sur terrain particulier.

## Maladies
- Maladie de Verneuil, ou hidrosadénite suppurée.
- Furonculose.
- Érysipèle.
- Panaris.

Voir la section liste d'abcès.

## Thérapie
La thérapie la plus efficace consiste à évacuer le pus par une incision large sous anesthésie générale, locale (cryo-anesthésie), ou loco-régionale.
Principes :
1. n'inciser que les abcès collectés
2. asepsie parfaite :
  1. nettoyage à la polyvidone iodée (attention à l'allergie)
  2. utilisation de champs troués stériles
  3. paires de gants stériles
  4. matériels stériles : bistouri, pinces à disséquer sans et avec griffes, fils de suture non résorbables type CRIN aiguillé serti 2/0, compresses, haricot, objets de pansement
3. inciser largement
4. inciser dans les parties déclives
5. curer au doigt, pour effondrer les logettes et sentir sous le doigt la partie « saine »
6. mécher au Dakin en fixant le bout par un point de suture à la peau au fil de « crin » ; à remplacer toutes les 48 heures, jusqu'à l’assèchement des sécrétions (enlever définitivement)
7. antibiothérapie de couverture (au moins deux, synergiques avec action sur les Gram -) jusqu'à cicatrisation complète de la plaie opératoire (7 à 10 jours),
antalgique et anti-inflammatoire non stéroïdien
8. pansement ou mieux : laisser à l'air libre

## Liste d'abcès
- Abcès alvéolaire, dans un alvéole dentaire.
- Abcès amibien, complication grave de l'amibiase.
- Abcès ano-rectal.
- Abcès annulaire de la cornée, complication d'une plaie de la cornée.
- Abcès apical, situé au sommet d'un organe, surtout la racine dentaire.
- Abcès arthrifluent : Abcès froid développé au niveau d'une lésion articulaire de nature tuberculeuse, entraînant la destruction de l'articulation, et s'extériorisant parfois assez loin de son point d'origine.
- Abcès artificiel, provoqué.
- Abcès aseptique, sans présence de germe.
- Abcès de Bartholin.
- Abcès en bouton de chemise : Abcès circonscrit comprenant deux cavités qui communiquent par un orifice étroit (chaque cavité étant comparée à une des têtes du bouton). On observe cette forme d'abcès dans le voisinage des aponévroses qui forment obstacle au développement régulier de la poche purulente.
- Abcès de Brodie, abcès d'ostéomyélite.
- Abcès caséeux (Lannelongue) : Abcès froid tuberculeux rempli d'une substance semi-liquide ressemblant à du fromage ou à du mastic.
- Abcès cérébral
- Abcès par congestion (ou ossifluent) : Abcès froid, développé au niveau d'une lésion osseuse de nature tuberculeuse, entraînant la destruction du tissu osseux et apparaissant parfois assez loin de son point d'origine.
- Abcès cutané
- Abcès dentaire
- Abcès de dérivation ou de fixation : Abcès provoqué, dans un but thérapeutique, par l'injection hypodermique d'essence de térébenthine, dans certaines maladies infectieuses (procédé historique).
- Abcès épidural
- Abcès de Fochier
- Abcès hépatique amibien
- Abcès de la marge anale
- Abcès métastatique : Abcès dû à une embolie septique partie d'un foyer infectieux plus ou moins éloigné.
- Abcès de la moelle épinière
- Abcès ossifluent : Abcès par congestion.
- Abcès périamygdalin
- Abcès pulmonaire : Collection suppurée dans une cavité néoformée creusée dans le parenchyme pulmonaire.
- Abcès pyogène hépatique
- Abcès sous-cutané
- Abcès toxinique : Nom par lequel Calmette désigne certains abcès du foie, d'origine dysentérique, dont le pus est amicrobien. Ces abcès seraient dus « à une accumulation de toxine nécrosante en un ou plusieurs points du parenchyme de la glande ».
- Abcès tubéreux : Hidrosadénite
- Abcès urineux : Abcès formé dans le voisinage de l'urètre, à la suite d'une rupture ou d'une fissure de ce conduit.

Tiré du dictionnaire des termes techniques de médecine, 1978